# Johann Stippel
Johann Stippel (* 15. Juni 1940 in Markt Piesting) ist ein ehemaliger österreichischer Politiker (SPÖ) und AHS-Direktor in Ruhe. Stippel war von 1979 bis 1999 Abgeordneter zum österreichischen Nationalrat.

## Ausbildung und Beruf
Nach dem Besuch der Pflichtschule besuchte Stippel die Lehrerbildungsanstalt Wiener Neustadt, die er 1959 mit der Matura abschloss. Er studierte danach an der Universität Wien und promovierte zum Dr. phil. Zudem leistete er zwischen 1965 und 1966 seinen Präsenzdienst ab. Stippel war 1964 zunächst als Probelehrer in Wien beschäftigt und arbeitete in der Folge ab diesem Jahr als Lehrer an einer Allgemeinbildenden höheren Schule. 1970 wurde er Administrator des BORG Wiener Neustadt und 1976 zu dessen Leiter bestimmt. Nachdem Stippel 1981 zum Direktor der Schule befördert worden war, wurde ihm 1992 der Berufstitel Hofrat verliehen.

## Politik
Stippel engagierte sich bereits als Student politisch und war Funktionär des Verbandes Sozialistischer Studenten Österreichs. In der Folge übernahm er auch Funktionen im Bund Sozialdemokratischer Akademiker, Intellektueller und Künstler (BSA) und war im Sozialdemokratischen Lehrerverein Österreichs aktiv. Als ausgebildeter Lehrer war Stippel zudem ab 1975 Bezirksbildungsvorsitzender der SPÖ Wiener Neustadt und zwischen 1972 und 1976 Vorsitzender-Stellvertreter der Gewerkschaft Öffentlicher Dienst – Sektion Höhere Schulen – in Niederösterreich. Zudem war er von 1976 bis 1982 Obmann der Sozialistischen Professoren im BSA Niederösterreich.
Stippel hatte sein erstes politisches Mandat von 1975 bis 1980 als Gemeinderat inne und gehörte hier dem SPÖ-Stadtparteivorstand an. Zudem war er Mitglied des Bezirksparteivorstandes und des Bezirksparteiausschusses der SPÖ Wiener Neustadt. Er vertrat die SPÖ vom 5. Juni 1979 bis zum 6. November 1994 im Nationalrat und gehörte diesem zudem vom 15. Dezember 1994 bis zum 14. Jänner 1996 sowie vom 14. März 1996 bis zum 28. Oktober 1999 an. Stippel war Wissenschaftssprecher der SPÖ.
Anfang 2024 folgte ihm Gerlinde Sauerschnig als Bezirksvorsitzende des Bundes Sozialdemokratischer FreiheitskämpferInnen nach, Stippel wurde Ehrenvorsitzender.

## Auszeichnungen
- Großes Goldenes Ehrenzeichen für Verdienste um die Republik Österreich
- Großes Silbernes Ehrenzeichen für Verdienste um die Republik Österreich
- Ehrenring der Stadt Wiener Neustadt (2009)[3][4]